# Richter (családnév)
A Richter német családnév. Eredetileg foglalkozásnév volt. Jelentése: bíró. Németországban a 12. leggyakoribb családnév.

## Híres Richter nevű családok
- Richter család, magyar cirkuszdinasztia

## Híres Richter nevű személyek
- Charles Richter (1900–1985) amerikai szeizmológus, a Richter-skála megalkotója
- Richter Flórián (1977) magyar cirkuszművész, lovasakrobata
- Richter Gedeon (1872–1944) magyar gyógyszerész, a Richter Gedeon Rt. alapítója
- Richter János (1843–1916) magyar-osztrák karmester
- Jeremias Benjamin Richter (1762–1807) német vegyész, a sztöchiometria megalkotója
- Richter József (1951) Kossuth-díjas magyar artistaművész
- Richter József (1992) magyar artistaművész
- Szvjatoszlav Richter (1915–1997) szovjet zongoraművész